# Sarawut Nilphan
Sarawut Nilphan (thailändisch สราวุธ นิลพันธ์ำ; * 21. Januar 2002) ist ein thailändischer Fußballspieler.

## Karriere
Sarawut Nilphan steht seit 2021 beim Kasetsart FC unter Vertrag. Der Verein aus der thailändischen Hauptstadt Bangkok spielte in der zweiten Liga des Landes, der Thai League 2. Sein Profidebüt gab er am 7. Februar 2021 im Heimspiel gegen den Chiangmai FC. Hier wurde er in der 61. Minute für Warawut Motim eingewechselt. Für den Hauptstadtverein absolvierte er 15 Ligaspiele. Nach der Hinrunde wurde sein Vertrag im Dezember 2022 nicht verlängert. Die Saison 2023 spielte er mit dem EGY THAI FC in der vierten Liga, der Thailand Semi-Pro League. Mit dem Verein aus Bangkok spielte er einmal in der Bangkok Metropolitan Region. Nach längerer Vertragslosigkeit unterschrieb er im Sommer 2024 einen Vertrag beim Inter Bangkok FC. Mit dem Verein spielt er in der Central Region der Liga.